# Дриганек-Малий
Дриганек-Малий (пол. Dryganek Mały) — село в Польщі, у гміні Келчиглув Паєнчанського повіту Лодзинського воєводства.
У 1975-1998 роках село належало до Серадзького воєводства.